# Scolecolepides aciculatus
Scolecolepides aciculatus är en ringmaskart som beskrevs av Blake och Kudenov 1978. Scolecolepides aciculatus ingår i släktet Scolecolepides och familjen Spionidae. Inga underarter finns listade i Catalogue of Life.